# أبو عمر تاشفين بن علي
أبو عمر تاشفين بن علي بن عثمان يكنى أبا عمر، هو سلطان مريني من بني مرين، كان محجوبا لوزيره عمر بن عبد الله لا يملك معه ضرا ولا نفعا. خلعه وزيره يوم الإثنين 21 صفر سنة 763هـ ومات وله ستون سنة. وكانت دولته ثلاثة أشهر ويومين.

## استبداد عمر بن عبد الله بأمر الدولة
استبد الوزير عمر بن عبد الله بأمر الدولة بعد أن ثار على السلطان أبي سالم إبراهيم وسعى في هلاكه إلى أن قُتل، ونصب تاشفين الموسوس ابن السلطان أبي الحسن مكانه وكان هذا السلطان ضعيف العقل، يقول ابن خلدون: «و نصب - عمر بن عبد الله - الموسوس تاشفين يموه به على الناس ». وكانت بيعته ليلا ليلة الثلاثاء التاسع عشر لذي القعدة سنة 762هـ.

## الصراع بين عبد الحليم بن أبي علي والوزير
يقول السلاوي في الإستقصا: «قد قدمنا في أخبار السلطان أبي الحسن أن أخاه أبا علي صاحب سجلماسة كان قد انتقض عليه فأمكنه الله منه فقتله وكفل أولاده فلم يميز بينهم وبين أولاده في شيء من الأشياء ولما أفضى الأمر إلى أبي عنان بعث جماعة من إخوته وقرابته إلى الأندلس تحت حياطة ابن الأحمر وكان فيهم أولاد أبي علي هؤلاء ثم بعد حين سرحوا وقدموا تلمسان على سلطانها أبي حمو بن يوسف فكانوا عنده إلى هذا التاريخ فلما فسد ما بين عمر بن عبد الله وشيوخ بني مرين بعثوا إلى تلمسان جملة منهم لاستقدام عبد الحليم المذكور فسرحه أبو حمود وأعانه بشيء من الآلة وجمع عليه من رغب في طاعته وزحف إلى فاس فتلقته جماعة بني مرين بسبو ونزلوا على فاس الجديد يوم السبت سابع محرم سنة ثلاث وستين وسبعمائة واضطربوا معسكرهم بكدية العرائس وحاصروا دار الملك سبعة أيام وتتابعت وفودهم وحشودهم ثم إن عمر بن عبد الله برز يوم السبت القابل في مقدمة السلطان تاشفين بمن معه من جند المسلمين والنصارى رامحة وناشبة ووكل بالسلطان من جاء به في الساقة على التعبية المحكمة وناوشهم الحرب فزحفوا إليه فاستطرد لهم ليتمكن الناشبة من عقرهم من الأسوار حتى فشت فيهم الجراحات ثم صمم نحوهم فانفرج القلب وانفضت الجموع ثم زحف السلطان تاشفين في الساقة فابذعروا في الجهات وافترق بنو مرين إلى مواطنهم ولحق يحيى بن عبد الرحمن بمراكش مع مبارك بن إبراهيم شيخ الخلط ولحق عبد الحليم وإخوته بتازا بعد أن شهد لهم رجال الدولة بصدق الجلاد وحسن البلاء في ذلك المقام».

## خلع السلطان تاشفين
يقول السلاوي في الإستقصا: « ثم إن الوزير عمر بن عبد الله راجع بصيرته في تقديم المعتوه للأمر وعلم أن الأمر لا يستقيم له بذلك فبادر باستقدام أبي زيان محمد بن أبي عبد الرحمن يعقوب ابن السلطان أبي الحسن وكان عند الطاغية بدار الحرب فقدم وخلع الوزير المذكور سلطانه الموسوس يوم الاثنين الحادي والعشرين من صفر سنة ثلاث وستين وسبعمائة فكانت دولته ثلاثة أشهر ويومين ومات وسنه ستون سنة والله تعالى أعلم».